# Sungai Baru (Gaung)
Sungai Baru is een bestuurslaag in het regentschap Indragiri Hilir van de provincie Riau, Indonesië. Sungai Baru telt 695 inwoners (volkstelling 2010).